# ファイブ・ポインツ

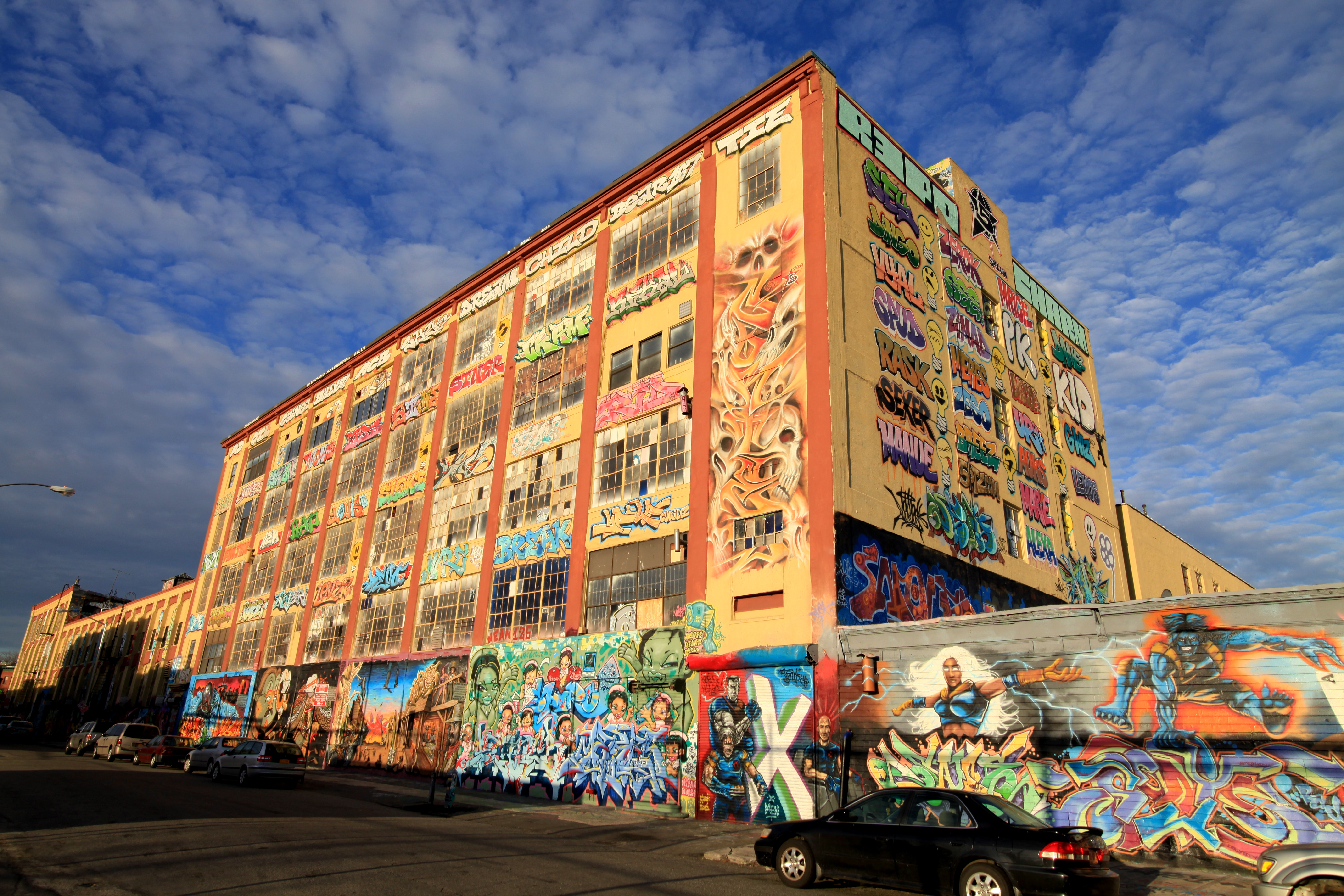
ファイブ・ポインツの正面と側面

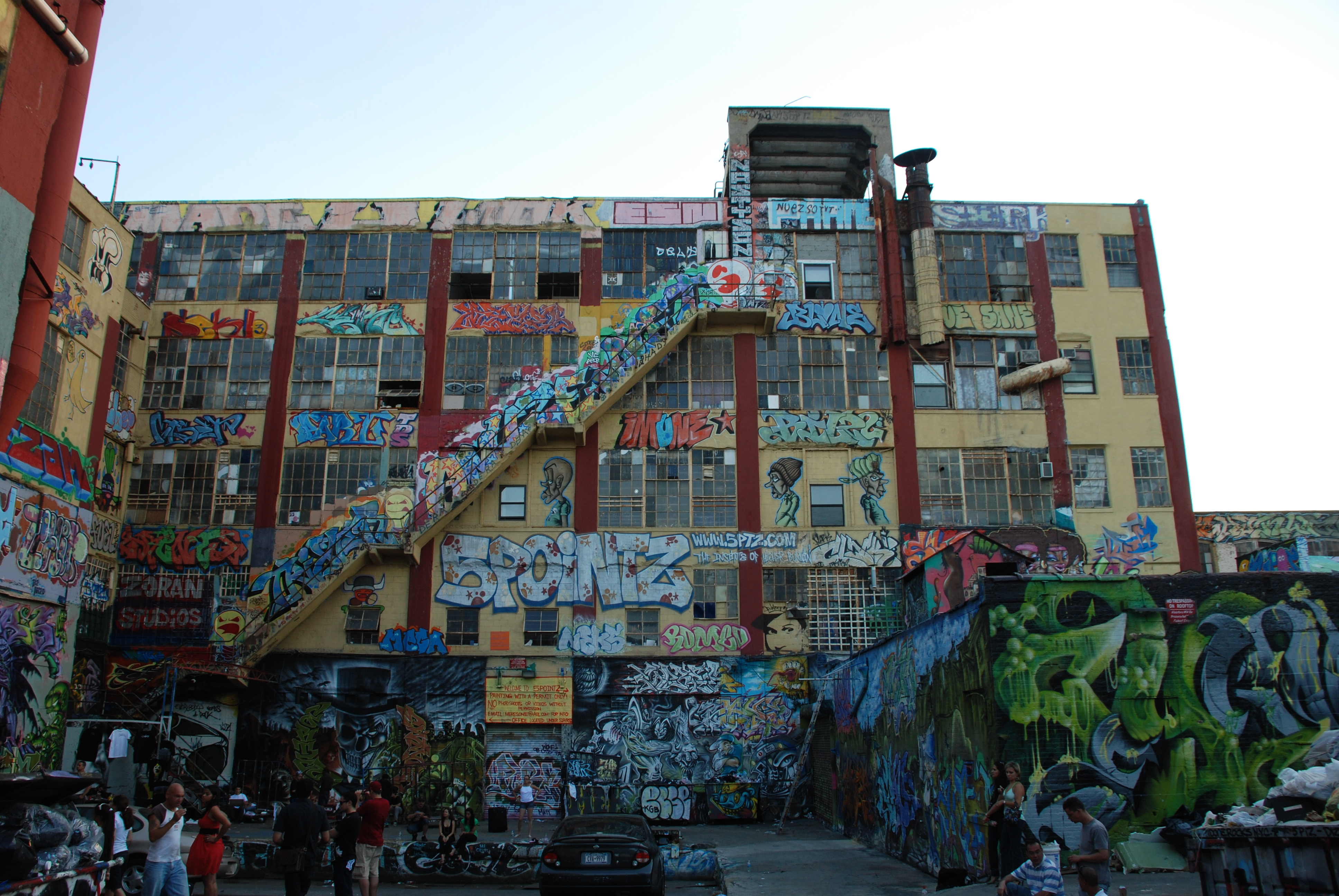
ファイブ・ポインツの背面

ファイブ・ポインツ (5 Pointz) と通称される、インスティテュート・オブ・ハイアー・バーリン (The Institute of Higher Burnin)、ないし、ファイブ・ポインツ・エアロゾル・アート・センター (the 5Pointz Aerosol Art Center, Inc.) は、アメリカ合衆国ニューヨーク市クイーンズ区ロング・アイランド・シティにかつて存在した、世界最高の「落書きのメッカ (graffiti Mecca)」とされる屋外芸術展示空間（壁画で覆われたビル）である。

## 概要
ファイブ・ポインツという名称は、ニューヨーク市の5つの行政区 がひとつになるという意味である。
この建物はJackson Avenueを挟んだMoMA PS1 (en) の向かいに位置し、ニューヨーク市地下鉄7 <7> 系統の列車IRTフラッシング線のコート・スクエア駅からマンハッタン方面に少し出たあたりからよく見ることができた。世界中からやってきたエアロゾル（スプレー缶）のアーティストたちが工場跡の建物の壁面200,000-平方フート (19,000 m2)に色鮮やかな作品を描いていた。
ロングアイランドの開発事業者ジェリー・ウォルコフ (Jerry Wolkoff) と息子のデービッド・ウォルコフ (David Wolkoff) が所有するこの一帯の施設は、クレーン・ストリート・スタジオ (Crane Street Studios) と称され、200人のアーティストたちに対して、スタジオ空間が市場の相場よりも低廉に提供されていた。2009年の時点で、450-平方フート (42 m2)のスタジオの賃料月額は600ドルであった。
2011年3月に、ウォルコフは、高層住宅棟群を建設する再開発計画を発表し、ファイブ・ポインツは解体される運びとなった。この再開発プロジェクトは、新しいビルの多くのスペースをグラフィティ専用に利用することを盛り込んでいる。2014年2月より解体作業が始まり、2015年1月末にはこの敷地は完全に更地となった。

## 歴史
この建物は元々1892年にNeptune Meter社によって水道メーターの製造工場として建設された。
この工場は1970年代にジェリー・ウォルコフによって買収され、1990年代になってアーティストたちが合法的にグラフィティ活動ができる場所として貸し出された。この利用目的の下、1993年にパット・ディリリョ (Pat DiLillo) によって「ファン・ファクトリー (Phun Phactory)」が開設された。これは、グラフィティ・アーティストたちに正式な発表の機会を提供することで落書きによる破壊活動 (graffiti vandalism) の抑制を目指していた、グラフィティ・テーミネーターズ (Graffiti Terminators) という取り組みの一環であった
2002年、「Meres」名義で活動していたジョナサン・コーエン (Jonathan Cohen) が、キュレーターを務めはじめた。コーエンが知らないアーティストが活動する場合には、事前に作品見本の提出が求められ、壁画大の作品制作が予定された場合にはレイアウトの提出も求められた。この頃にコーエンによって"5 Pointz"という名称が付けられ、後に有名になった。彼はこの建物をグラフィティ・ミュージアムにする計画を持っていた。グラフィティ界における中心的存在としての評判が高まった結果、この工場跡は、世界中のエアロゾル・アーティストたちの作品が集まることとなった。カナダ、スイス、オランダ、日本、ブラジルや、アメリカ合衆国全土から、伝説的な描き手がやって来て、建物の壁面を飾ったが、その中には Stay High 149、Tracy 168、Cope2、Part、SPE、Tats Cru らが含まれていた。
2009年4月、ニューヨーク市建築局は、許可なく設置されたスタジオのパーティションなどを含め、建物に様々な問題が検査によって見つかったとして、最大の建物の閉鎖を命じた。この検査は、2009年4月10日に、コンクリート製の避難階段の一部が崩落し、アーティストが怪我をしたことを受けて行なわれたものであった。
2013年8月21日、ニューヨーク市都市計画局 (New York City Planning Commission) は満場一致でファイブ・ポインツを解体し新しいコンドミニアムに建て替える計画を承認した。この再開発計画では、二棟のタワーマンションが建てられ、小売り施設も入居する予定である。デベロッパーのデービッド・ウォルコフは2013年末までに解体したいと公表していた。2013年10月9日、ニューヨーク市議会は満場一致で$400ミリオンの開発計画を承認した。この計画では、1,000ユニットのアパートと210ユニットの低価格住宅が設けられることになっている。また、10,000-平方フート (930 m2)のパネルと壁がアート専用に、さらに一階のファサードはグラフィティ専用に利用されることになっている。
2013年11月19日、TimeOut New Yorkはファイブ・ポインツのグラフィティは前夜のうちに白く塗りつぶされたことを報じた。ファイブ・ポインツのツイッターアカウントもこの事実を報告した。ファイブ・ポインツを保護するための制作者たちによる訴訟や2013年11月16日に行われた嘆願書名を集めるための集会もむなしく、この再開発者サイドによる白塗りはファイブ・ポインツがまもなく解体されることを知らしめた。この作業は、夜中の1時から朝7時まで、部外者の闖入を阻止するため警察たちが見守る中で行われた。2013年11月20日、ある連邦判事はこの予告無しの白塗りはウォルコフ・ファミリーによるアーティストたちへの損害賠償が生じる可能性を述べる判決を出した。
この建物の解体作業の第一段階として、アスベスト除去処理が2014年2月に始まった。この作業期間中、都市グループが建物の内装の映像記録を行った。 ファイブ・ポインツ解体のニュースはアーティストたちに否定的に受け止められた。少なくとも二つの抗議アートが白塗りされたビルに対して行われた。2014年2月3日、"Art Murder"（アート殺し）と青と赤の文字で大きくビルの側面に描かれた。2014年3月10日、"Gentrification In Progress"（高級化現象進行中）と書かれた大きな黄色い垂れ幕がビルの周囲を覆った。 2014年11月の時点でメインの建物は完全に解体され、2015年1月には隣接する建物も完全に解体され、この敷地は更地となった。
この場所で活動していたアーティストたちの一部はジャージー・シティおよびザ・ブロンクスへ移ると話している。

## 反響
About.com (en) のJohn Roleke は、「ファイブ・ポインツは、古い倉庫を転用したアーティストたちのスタジオを収めた施設を覆う、グラフィティ・アートの生きたコラージュである」と述べている。ファイブ・ポインツは、世界的に知られており、世界中のタガー、ないし、グラフィティ・アーティストたちがグラフィティを描きにやって来る。ファイブ・ポインツは、『クリスチャン・サイエンス・モニター』、『ボストン・グローブ』、『ニューヨーク・タイムズ』、『インターナショナル・ヘラルド・トリビューン』などの新聞で取り上げられたことがある。
あるアーティストは、この施設の解体によって安くて合法的にグラフィティを行うことのできる場所がほとんどなくなると述べている。

## 大衆文化におけるファイブ・ポインツ
2011年、"レスキュー・ミー NYの英雄たち"の最終話でドラマの中で火事が起こった場所である。
2013年の映画"グランド・イリュージョン"にて、このビルはFour Horsemenマジックショーの最終演目のステージとして用いられた.。
この衝撃的な、グラフィティで埋め尽くされた倉庫がヒッピホップやR&Bのスターたちを引き寄せており、彼らのミュージック・ビデオの中に登場する。ダグ・E・フレッシュ、カーティス・ブロウ、Grandmaster Kaz、モブ・ディープ、ラゼル (Rahzel)、DJ JS-1、ブート・キャンプ・クリック (Boot Camp Clik)、ジョーン・ジェット、ジョス・ストーンらが当地を訪れている。2014年12月のこのビルが完全に更地になる直前には、en:John Truelove作詞、en:Terry King監修のKing Truelove Christmasビデオ"X Spells Christmas"に登場する。